# Davide Calabria
Davide Calabria (6 december 1996) is een Italiaans voetballer die bij voorkeur als rechtervleugelverdediger speelt. Hij stroomde in 2015 door vanuit de jeugd van AC Milan. Hij debuteerde in 2020 als international voor het Italiaans voetbalelftal.

## Clubcarrière

### AC Milan
Calabria is afkomstig uit de jeugdacademie van AC Milan. Op 24 januari 2015 zat hij voor het eerst op de bank onder coach Filippo Inzaghi in de competitiewedstrijd tegen SS Lazio. Op 30 mei 2015 debuteerde de middenvelder in de Serie A. Milan won met 1–3 van Atalanta Bergamo na doelpunten van Giacomo Bonaventura (2x) en Giampaolo Pazzini. Daniele Baselli maakte het enige doelpunt van Atalanta. Calabria mocht na 83 minuten invallen voor Mattia De Sciglio.
Na twee seizoenen met in totaal 21 wedstrijden, werd hij vanaf het seizoen 2017/18 langzaam basisspeler van AC Milan. Op 19 oktober 2017 maakte hij zijn debuut in het hoofdtoernooi van de Europa League tegen AEK Athene. Calabria scoorde zijn eerste doelpunt in het profvoetbal tegen AS Roma op 25 februari 2018, in een met 2-0 gewonnen wedstrijd. Hij stond op 9 mei in de finale van de Coppa Italia, maar verloor deze met 4-0 van Juventus.
In het seizoen erop scoorde hij in de eerste speelronde tegen Napoli, hoewel AC Milan die wedstrijd met 3-2 verloor. Op 16 januari 2019 verloor Calabria opnieuw een finale van Juventus, ditmaal de Supercoppa. Calabaria begon het seizoen 2019/20 met twee rode kaarten na zeven speelrondes. 
Vanaf het seizoen 2021/22 was hij geregeld aanvoerder van AC Milan, bij afwezigheid van eerste captain Alessio Romagnoli. Hij maakte als aanvoerder tegen Liverpool zijn debuut in de Champions League dat seizoen, maar in een poule met verder Atlético Madrid en FC Porto pakte het slechts vier punten. Wel werd de club dat seizoen voor het eerst in elf jaar kampioen van Italië. Na afloop van dat seizoen vertrok Romagnoli en werd Calabria de nieuwe aanvoerder. 
Hij begon het nieuwe seizoen met twee assists in de openingswedstrijd tegen Udinese (4-2 winst). Dat seizoen bereikte Calabria met AC Milan de halve finale van de Champions League, waarin het werd uitgeschakeld door rivaal Internazionale. Het seizoen erna kwam Calabria tot 41 wedstrijden, het hoogste aantal uit zijn carrière tot dan toe. 

## Clubstatistieken
| Seizoen | Club     | Competitie | Competitie | Competitie | Competitie | Beker | Beker | Beker | Internationaal | Internationaal | Internationaal | Totaal | Totaal | Totaal |
| Seizoen | Club     | Competitie | Wed.       | Dlp.       | Ass.       | Wed.  | Dlp.  | Ass.  | Wed.           | Dlp.           | Ass.           | Wed.   | Dlp.   | Ass.   |
| ------- | -------- | ---------- | ---------- | ---------- | ---------- | ----- | ----- | ----- | -------------- | -------------- | -------------- | ------ | ------ | ------ |
| 2014/15 | AC Milan | Serie A    | 1          | 0          | 0          | 0     | 0     | 0     | —              | —              | —              | 1      | 0      | 0      |
| 2015/16 | AC Milan | Serie A    | 6          | 0          | 1          | 2     | 0     | 0     | —              | —              | —              | 8      | 0      | 1      |
| 2016/17 | AC Milan | Serie A    | 12         | 0          | 1          | 1     | 0     | 0     | —              | —              | —              | 13     | 0      | 1      |
| 2017/18 | AC Milan | Serie A    | 21         | 1          | 3          | 4     | 0     | 0     | 5              | 0              | 0              | 30     | 1      | 3      |
| 2018/19 | AC Milan | Serie A    | 26         | 1          | 1          | 3     | 0     | 0     | 4              | 0              | 0              | 33     | 1      | 1      |
| 2019/20 | AC Milan | Serie A    | 25         | 1          | 1          | 2     | 0     | 0     | —              | —              | —              | 27     | 1      | 1      |
| 2020/21 | AC Milan | Serie A    | 32         | 2          | 2          | 1     | 0     | 0     | 6              | 0              | 0              | 39     | 2      | 2      |
| 2021/22 | AC Milan | Serie A    | 26         | 2          | 3          | 3     | 0     | 0     | 4              | 0              | 0              | 33     | 2      | 3      |
| 2022/23 | AC Milan | Serie A    | 25         | 1          | 5          | 2     | 0     | 0     | 6              | 0              | 0              | 33     | 1      | 5      |
| 2023/24 | AC Milan | Serie A    | 29         | 1          | 3          | 2     | 0     | 0     | 10             | 0              | 1              | 41     | 1      | 4      |
| 2024/25 | AC Milan | Serie A    | 2          | 0          | 0          | 0     | 0     | 0     | 0              | 0              | 0              | 2      | 0      | 0      |
| TOTAAL  | TOTAAL   | TOTAAL     | 205        | 9          | 20         | 20    | 0     | 0     | 35             | 0              | 1              | 260    | 9      | 21     |

Bijgewerkt t/m 15 september 2024.

## Interlandcarrière
Calabria kwam uit voor verschillende Italiaanse nationale jeugdelftallen. Hij maakte op 11 november 2020 tegen Estland (4-0) zijn debuut voor het Italiaans voetbalelftal. 

## Erelijst
| Kampioen Serie A | 1x | 2021/22 |